# Sextus Nerianus Clemens

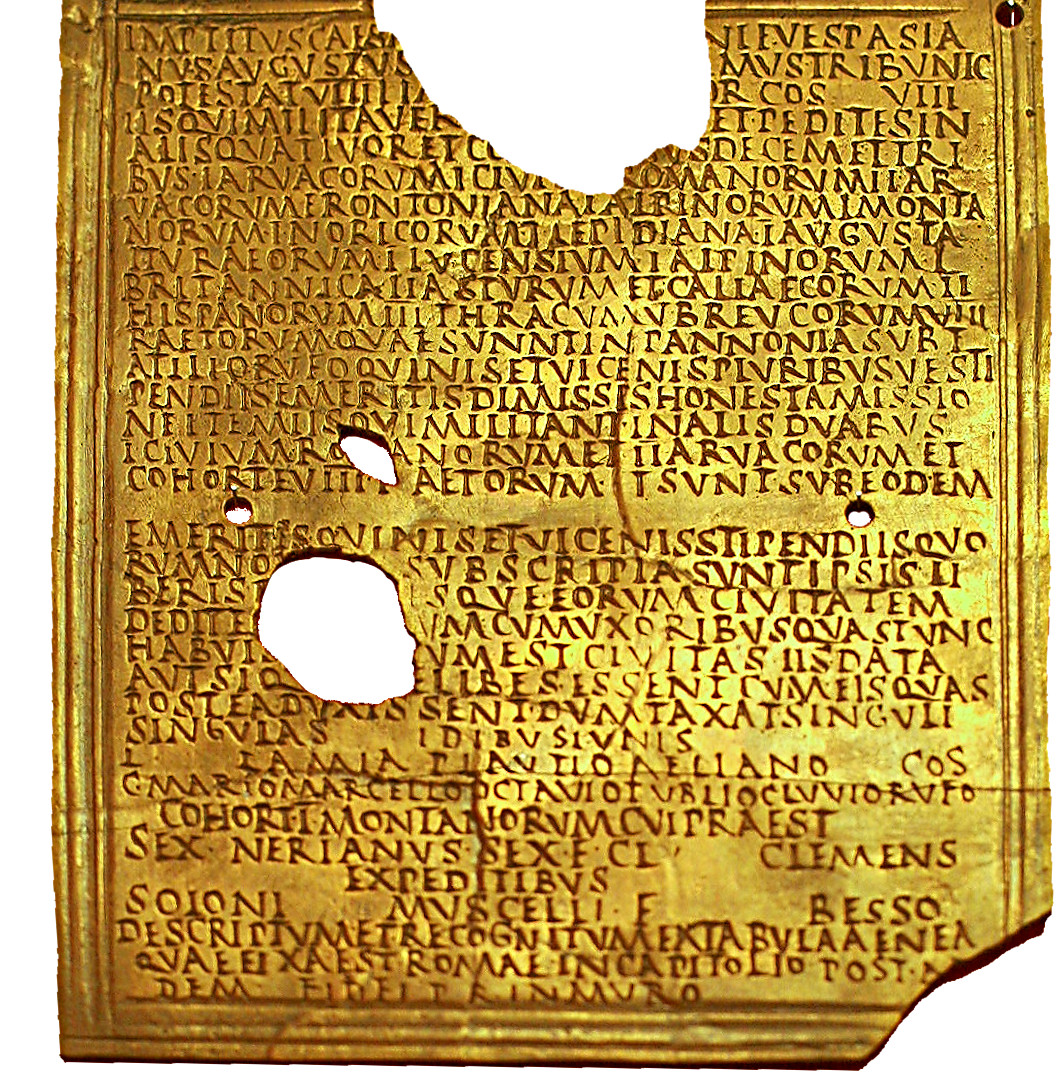
Das Militärdiplom von 80 n. Chr.

Sextus Nerianus Clemens (vollständige Namensform Sextus Nerianus Sexti filius Clustumina Clemens) war ein im 1. Jahrhundert n. Chr. lebender Angehöriger des römischen Ritterstandes (Eques).
Durch ein Militärdiplom, das auf den 13. Juni 80 datiert ist, ist belegt, dass Clemens 80 Kommandeur der Cohors I Montanorum war, die zu diesem Zeitpunkt in der Provinz Pannonia stationiert war. Clemens war in der Tribus Clustumina eingeschrieben.